# Eggerland: Sōzōhe no Tabidachi
Eggerland: Sōzōhe no Tabidachi (エッガーランド 創造への旅立ち) est un jeu vidéo de réflexion sorti en 1988 sur Famicom Disk System. Le jeu a été édité par HAL Laboratory.